# Trein-Tram-Busdag
De Trein-Tram-Busdag was van 1983 tot 2006 een jaarlijkse promotiedag voor het openbaar vervoer in België. Deze vond meestal plaats op de eerste zondag van oktober maar werd in latere edities soms uitgebreid tot het hele weekend. De eerste Trein-Tram-Busdag was op zondag 2 oktober 1983.
Met één biljet kon gedurende de Trein-Tram-Busdag onbeperkt gebruik worden gemaakt van alle treinen, trams, metro’s en bussen in heel België.
Zeker tijdens de eerste jaren had de dag een zodanig succes dat de NMBS dikwijls extra treinen moest inleggen naar de kust of andere toeristische bestemmingen. Ook de kusttram en andere druk gebruikte lijnen werden toen versterkt tot een aanbod dat in veel gevallen veel beter was dan het normale aanbod op (zaterdag) en zondag.
In diverse streken werden soms ook speciale busrondritten ingelegd.
Door die versterkingen groeide de Trein-Tram-Busdag meer en meer uit tot een toeristisch evenement en werd hét doel ervan, namelijk de promotie van het normale openbaarvervoeraanbod minder belangrijk.
Vanaf 1999 bestond er ook een biljet waarmee reizigers, mits een toeslag, gebruik konden maken van het net van Luxemburgse Spoorwegen CFL. Eveneens vanaf 1999 kon het TTB-biljet ook ingeruild worden voor een tweede biljet waarmee in de daarop volgende week een dag gratis kon gereisd worden.